# Etiòpic meridional transversal
L'etiòpic meridional transversal és una subdivisió de l'etiòpic meridional constituïda per l'amhàric, l'argobba, el harari i les llengües gurage orientals (silt'e i zai) i oposada al grup etiòpic meridional exterior.